# Tirgo
Tirgo ist ein Ort und eine Gemeinde (municipio) am Unterlauf des Río Tirón in der spanischen Region La Rioja mit 171 Einwohnern (Stand: 2024).

## Lage
Tirgo liegt am Unterlauf des Río Tirón im Nordwesten der Provinz La Rioja in einer Höhe von ca. 520 Metern. Gut 50 Fahrtkilometer trennen den Ort von Logroño; die nächstgrößeren Städte sind Haro (10 Kilometer nordöstlich) und Miranda de Ebro (ca. 19 Kilometer nördlich). Die am Jakobsweg gelegene Kleinstadt Santo Domingo de la Calzada befindet sich nur etwa 14 Kilometer südlich.

## Bevölkerungsentwicklung
| Jahr      | 1960 | 1970 | 1981 | 1991 | 2001 | 2010 |
| Einwohner | 517  | 381  | 278  | 290  | 247  | 232  |

In der 2. Hälfte des 19. Jahrhunderts hatte der Ort stets über 600 Einwohner; infolge der Reblauskrise, der Mechanisierung der Landwirtschaft und des daraus resultierenden geringeren Arbeitskräftebedarfs ist die Zahl der Einwohner seit der Mitte des 20. Jahrhunderts deutlich zurückgegangen.

## Wirtschaft
An erster Stelle im Wirtschaftsleben der Gemeinde steht traditionell die Landwirtschaft und hier vor allem Viehzucht und Weinbau – Tirgo gehört zum Anbaugebiet der Rioja Alta. Daneben werden auch Weizen, Gerste, Kartoffeln sowie Gemüse kultiviert.

## Geschichte
Die ursprüngliche Ortsbezeichnung lautete – nach dem keltiberischen Stamm der Autrigonen – Autrigón, später dann Trigón in Anlehnung an den Namen des Flusses.
Urkundlich erstmals erwähnt wird der Ort im Jahr 978 im Zusammenhang mit einer Schenkung der Kirche Santa María de Tirbo durch den kastilischen Grafen García Fernández und seine Gemahlin an den Konvent von Covarrubias. In den folgenden Jahrhunderten stand der Ort mal unter kastilischer und mal unter navarresischer Oberhoheit. Im 17. Jahrhundert wurde Tirgo als unabhängige Stadt (villa) anerkannt.

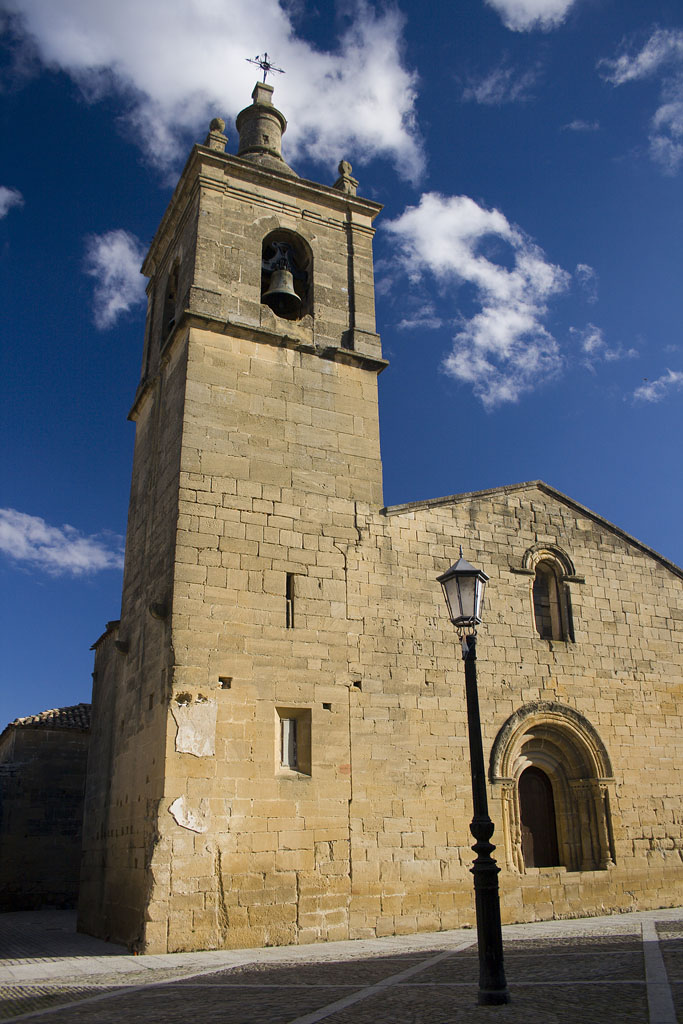
Kirche San Salvador

## Sehenswürdigkeiten
- Die aus exakt behauenen Steinen errichtete einschiffige spätromanische Kirche San Salvador stammt aus der Zeit um 1200. Einer lokalen Überlieferung zufolge wirkt sie manchmal, obwohl eindeutige Beweise fehlen, in die Nähe des im Jahre 1317 aufgelösten Templerordens gerückt. Anders als die etwa gleichzeitig erbaute Kirche im Nachbarort Ochánduri verfügt sie – neben dem in der Region üblichen und aufwendiger gestalteten Südportal – über ein reich ornamentiertes romanisches Westportal sowie einen hohen Westturm. Das Obergeschoss des Turmes (vielleicht sogar der ganze Turm) ist eine Hinzufügung der Barockzeit. Ein Glockengiebel (espadaña) erhebt sich über dem Triumphbogen zwischen Langhaus und Apsis. Die romanischen Apsiden beider Bauten sehen sich zum Verwechseln ähnlich.
- Einige wenige Häuser im Ort tragen steinerne Wappenschilde.